# Kruszyniec (Ukraina)
Kruszyniec (ukr. Круши́нець) – wieś na Ukrainie w rejonie kowelskim, w obwodzie wołyńskim. W II Rzeczypospolitej miejscowość wchodziła w skład gminy wiejskiej Zgorany w powiecie lubomelskim województwa wołyńskiego.
Do 2020 w rejonie lubomelskim.